# 特羅伊齊克 (新敖德薩區)
47°20′47″N 31°45′19″E / 47.34639°N 31.75528°E
特羅伊茨凱（烏克蘭語：Троїцьке）是位於烏克蘭南部尼古拉耶夫州裏尼古拉耶夫區的村莊，始建於1781年，面積2.62平方公里，海拔高度57米，2021年人口1,412，人口密度每平方公里579.4人。